# Louis Etcheverry
 (décembre 2023).
Si vous disposez d'ouvrages ou d'articles de référence ou si vous connaissez des sites web de qualité traitant du thème abordé ici, merci de compléter l'article en donnant les références utiles à sa vérifiabilité et en les liant à la section « Notes et références ».
Pour les articles homonymes, voir Etcheverry.
Louis Etcheverry est un homme politique français né le 22 février 1853 à Bayonne (Pyrénées-Atlantiques) et décédé le 15 octobre 1907 à Saint-Jean-le-Vieux (Pyrénées-Atlantiques).

## Biographie
Docteur en droit, il fonde et dirige de 1887 à 1901 l'hebdomadaire basque « Eskualduna ». 
Maire de Saint-Jean-le-Vieux, il est député des Basses-Pyrénées de 1889 à 1893, siégeant à droite.